# كبير خان (لاعب كريكت)
كبير خان (12 أبريل 1974 ببيشاور في باكستان - ) (بالأردوية: کبیر خان)‏ (بالإنجليزية: کبیر خان)‏ هو لاعب كريكت باكستاني. شارك مع منتخب باكستان للكريكت. أما مع النوادي، فقد لعب مع Habib Bank Limited cricket team ‏ وHouse Building Finance Corporation cricket team ‏ وPeshawar cricket team ‏.

## وصلات خارجية
- كبير خان على موقع إي آس بي آن كريك إنفو (الإنجليزية)